# Saint-Paul-Flaugnac
Saint-Paul-Flaugnac es una comuna nueva francesa situada en el departamento de Lot, de la región de Occitania.

## Historia
Fue creada el 1 de enero de 2016, en aplicación de una resolución del prefecto de Lot de 21 de diciembre de 2015 con la unión de las comunas de Flaugnac y Saint-Paul-de-Loubressac, pasando a estar el ayuntamiento en la antigua comuna de Flaugnac.

## Demografía
| Gráfica de evolución demográfica de Saint-Paul-Flaugnac entre 1800 y 2013 |
|                                                                           |

Los datos entre 1800 y 2013 son el resultado de sumar los parciales de las dos comunas que forman la nueva comuna de Saint-Paul-Flaugnac, cuyos datos se han cogido de 1800 a 1999, para las comunas de Flaugnac y Saint-Paul-de-Loubressac de la página francesa EHESS/Cassini. Los demás datos se han cogido de la página del INSEE.

## Composición
| Comuna delegada          | Código INSEE | Población (2013) | Superficie (km²) | Densidad (hab./km²) |
| ------------------------ | ------------ | ---------------- | ---------------- | ------------------- |
| Flaugnac                 | 46103        | 427              | 30.96            | 14                  |
| Saint-Paul-de-Loubressac | 46287        | 555              | 20.99            | 27                  |